# Police Story 2
Pour les articles homonymes, voir Police Story (homonymie).
Série Police Story
Police Story
(1985) Police Story 3: Supercop
(1992)
Pour plus de détails, voir Fiche technique et Distribution.
Police Story 2 (Ging chaat goo si juk jaap) est un film hongkongais réalisé par Jackie Chan, sorti en 1988. Il fait suite à Police Story (1985).

## Synopsis
Chan Ka Kui, détective au sein de la police royale de Hong Kong, a été renvoyé à la circulation. Son ennemi juré, Chu Tao, sort de prison pour raison médicale et est bien décidé à se venger de lui. Mais au lieu de s'occuper de Chu, Ka Kui va devoir affronter des poseurs de bombe, qui menacent une société immobilière. 

## Fiche technique
- Titre : Police Story 2
- Titre original : Ging chaat goo si juk jaap (警察故事續集)
- Réalisation : Jackie Chan
- Scénario : Jackie Chan et Edward Tang
- Musique : J. Peter Robinson et Cheung Yiu-Cho
- Photographie : Yiu-Tsou Cheung
- Décors : Oliver Wong
- Costumes : Shirley Chan
- Producteur : Leonard Ho

Producteurs délégués : Raymond Chow et Edward Tang
- Sociétés de production : Golden Way Films Ltd.
- Distribution : Metropolitan Filmexport (France)
- Pays d'origine : Hong Kong
- Langue originale : cantonais
- Format : Couleurs - 2,35:1 - 35 mm
- Son :  mono - mono Dolby (Dolby 5.1) - DTS (DTS HD Master Audio)
- Genre : comédie policière, action, Kung-Fu
- Durée : 101 minutes ; 117 minutes (version intégrale)
- Dates de sortie :
  - Hong Kong : 20 août 1988[1]
  - France : 1989 (vidéo)

## Distribution
- Jackie Chan (VF 1988 : Guy Chapelier, 2007 : William Coryn) : Jackie / Chan Ka Kui
- Maggie Cheung (VF 2007 : Laura Préjean) : May
- Lam Kwok-hung (VF 2007 : Vincent Ropion) : Supt. Raymond Li
- Bill Tung (VF 2007 : Michel Papineschi) : Bill Wong
- Benny Lai : le criminel sourd
- John Cheung : Cheung
- Charlie Cho (VF 2007 : Jérôme Pauwels) : John Ko
- Chu Yuan : Chu Tu
- Ben Lam : Tall Pau
- Chi Fai Chan : Ngor
- Shan Kwan : président Fung
- Mars : Kim
- Isabella Wong : secrétaire du président Fung
- Ann Mui : Karen
- Lau Siu-ming : un officier senior de la police

## Production
Jackie est doublé sur certaines cascades dans ce film, notamment lors de la chute dans une usine dans laquelle il rebondit à plusieurs reprises à  l’intérieur d'un conduit vertical, également lorsqu'il est projeté d'un escalier sur le sol par un gangster en effectuant une vrille à 540 degrés.

## DVD
- Version courte, sortie le 15 mai 2002 chez TF1 vidéo.
- Version intégrale de 117 minutes remastérisée avec nouveau doublage français, sortie le 17 juillet 2007 chez Seven7.